# Siobhan Drake Brockman
Siobhan Drake Brockman (ur. 7 kwietnia 1978) – australijska tenisistka, mistrzyni juniorskiego Australian Open w grze pojedynczej z 1995 roku.

## Kariera tenisowa
Karierę tenisową rozpoczęła w wieku piętnastu lat, w 1993 roku, biorąc udział w niewielkim turnieju ITF w australijskim Nuriootpa. W listopadzie 1994 roku, w Port Pirie wygrała turniej w grze pojedynczej, pokonując w finale rodaczkę Rachel McQuillan. W 1998 roku wygrała też turniej w grze podwójnej i były to jej jedyne zwycięstwa w seniorskich rozgrywkach.
Największym sukcesem w karierze tenisistki jest zwycięstwo w juniorskim wielkoszlemowym Australian Open w 1995 roku. Pokonała wtedy w finale Annabel Ellwood 6:3, 4:6, 7:5.
W następnych latach brała udział w kwalifikacjach do seniorskich turniejów wielkoszlemowych, ale nigdy nie udało jej się awansować do turnieju głównego.

## Wygrane turnieje rangi ITF
| turnieje z pulą nagród 100 000 $ |
| turnieje z pulą nagród 75 000 $  |
| turnieje z pulą nagród 50 000 $  |
| turnieje z pulą nagród 25 000 $  |
| turnieje z pulą nagród 15 000 $  |
| turnieje z pulą nagród 10 000 $  |

### Gra pojedyncza
|    | Data       | Turniej    | Kat. | ($)    | Naw.   | Finalistka       | Wynik    |
| 1. | 28/11/1994 | Port Pirie | ITF  | 25 000 | twarda | Rachel McQuillan | 6:4, 6:2 |

### Gra podwójna
|    | Data       | Turniej | Kat. | ($)    | Naw.   | Partnerka       | Mistrzynie                 | Wynik    |
| 1. | 29/06/1998 | Edmond  | ITF  | 10 000 | ziemna | Melissa Beadman | Gail Biggs Bryanne Stewart | 7:6, 7:6 |

## Finały juniorskich turniejów wielkoszlemowych

### Gra pojedyncza (1)
| Końcowy wynik | Rok  | Turniej         | Nawierzchnia | Przeciwniczka   | Wynik finału  |
| Zwyciężczyni  | 1995 | Australian Open | Twarda       | Annabel Ellwood | 6:3, 4:6, 7:5 |